# 官亭镇 (民和县)
官亭镇，是中华人民共和国青海省海东市民和回族土族自治县下辖的一个乡镇级行政单位。

## 行政区划
官亭镇下辖以下地区：
官厅镇社区、官中村、光辉村、梧石村、先锋村、前进村、河沿村、赵木川村、寨子村、鲍家村、喇家村、官西村、官东村和别落村。

## 全国重点文物保护单位
- 喇家遗址：位于喇家村。